# Голямото казино
„Голямото казино“ (на испански: Gran Casino) е мексикански филм от 1947 година, криминален уестърн-мюзикъл на режисьора Луис Бунюел по сценарий на Маурисио Магдалено и Едмундо Баес.
В центъра на сюжета е убийството на собственик на нефтени кладенци и пристигането инкогнито от чужбина на неговата сестра, която се опитва да открие виновниците. Главните роли се изпълняват от Либертад Ламарке, Хорхе Негрете, Мече Барба.